# الدوري الفنلندي الممتاز 1994
الدوري الفنلندي الممتاز 1994 (بالفنلندية: Veikkausliigan kausi 1994) هو موسم من الدوري الفنلندي الممتاز. فاز فيه Tampereen Pallo-Veikot ‏.